# Retablo dei santi Orsola, Martino e Antonio
Il Retablo dei santi Orsola, Martino e Antonio è un'opera del pittore spagnolo Gonzalo Pérez, tempera su tavola, conservata nel Museo di Belle Arti di Valencia e risalente al 1420 circa.
La pala d'altare era stata creata per il monastero di Portaceli a Valencia ed è una delle poche opere certe dell'autore che, nella scarsità della documentazione scritta, ha permesso di ricostruirne un corpus di opere simile per attribuzione.

## Descrizione
Le figure sono caratterizzate da un'eterea aristocraticità, con una profanazione delle figure sacre che li fa assomigliare a nobili dell'epoca.
Nel pannello dell'Elemosina di San Martino il santo, dai delicati lineamenti quasi femminei, è abbigliato di un sontuoso abito con pellicce e damaschi dorati, così come il cavallo è bardato d'oro, secondo lo stile gotico internazionale, che ricorda, per quanto riguarda l'Italia, le opere di Gentile da Fabriano.
Lo sfondo è ancora un abbacinante oro, reso prezioso da una minuta punzonatura calligrafica.

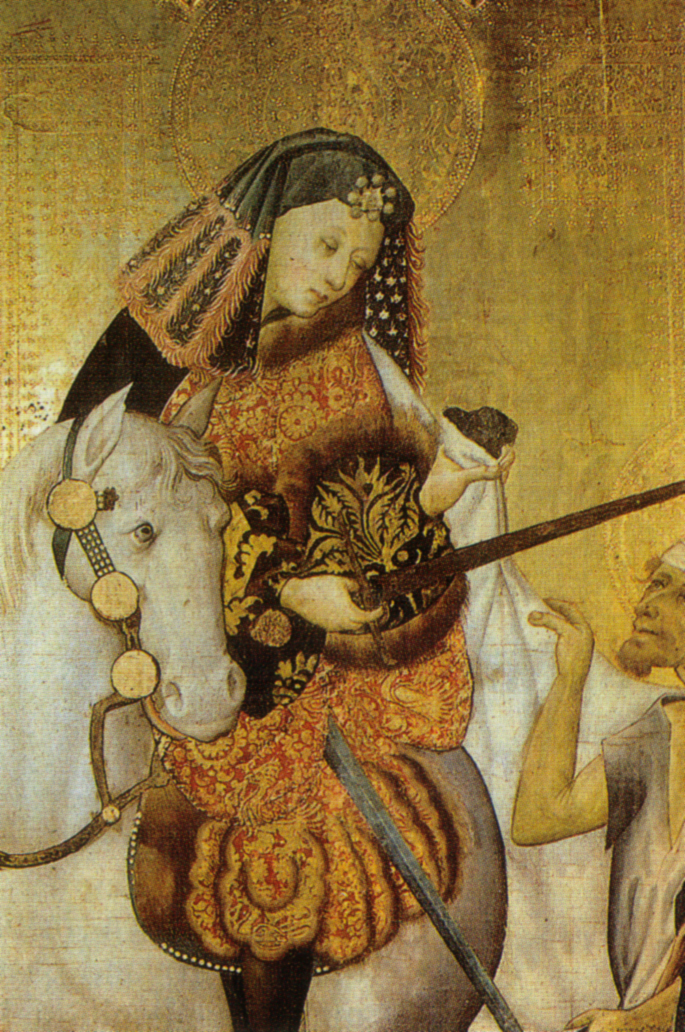
Dettaglio centrale